# Maotianshan-Schiefer
Die Maotianshan-Schiefer (engl. Maotianshan Shales) sind ein geologischer Schichtenverband aus dem unteren Kambrium Yunnans, Volksrepublik China. Namenverleihende Typlokalität ist der Hügel des Maotianshan (chinesisch 帽天山, Pinyin Màotiānshān), gelegen im Kreis Chengjiang der bezirksfreien Stadt Yuxi bei Kunming. Es handelt sich hierbei um Schiefertone des Yuanshan-Members aus der oberen Heilinpu-Formation (ehemalige Qiongzhusi-Formation), deren Alter mit 525-520 Ma BP bestimmt wurden (2. Serie des Kambriums bzw. mittleres Unterkambrium). Sie sind somit rund 10 Millionen Jahre älter als die Burgess-Schiefer Kanadas. Berühmtheit haben die Maotianshan-Schiefer für die in ihnen enthaltene Konservatlagerstätte erlangt, die 1984 durch Zufall entdeckt worden war; letztere enthält eine fossil erhaltene Lebensgemeinschaft, die extrem diversifiziert ist und gewöhnlich als Chengjiang-Faunengemeinschaft bezeichnet wird. Die Maotianshan-Schiefer zählen weltweit zu den ca. 40 kambrischen Fossilfundstellen, die sich durch einen exquisiten Erhaltungszustand des meist nur sehr selten fossilisierten Körpergewebes auszeichnen und mit den Funden aus den Burgess-Schiefern verglichen werden können.

## Stratigraphie und Fazies
Die Konservatlagerstätte ist eingebettet in 50 Meter mächtige feinschichtige Schiefertone des Yuanshan-Members (Eoredlichia-Trilobitenzone). Dieser Schichtverband ist weithin aushaltend, er bedeckt tausende von Quadratkilometern im Osten Yunnans (Jangtse-Kraton) und hat in zahlreichen Aufschlüssen Fossilien zu Tage gefördert.
Fazielle Untersuchungen legen den Schluss nahe, dass die Schiefertone flachmarinen Ursprungs sind und als feinkörnige Sedimenttrübe in einem tropischen Meer am Schelfrand zur Ablagerung kamen. Außerdem lassen sich Meeresspiegelschwankungen und tektonische Vorgänge ablesen. Fossil erhalten wurde in der Hauptsache Benthos, das periodisch von Trübeströmen zugedeckt wurde – so zeigen die meisten Organismen auch keine nach ihrem Tod erfolgten Umlagerungen mehr. Mehrere kohlenstoffreiche Horizonte dokumentieren anoxische Bedingungen, die wahrscheinlich ein mehrmaliges Massensterben auslösten und überdies zur Weichteilerhaltung beitrugen.

## Fossilinhalt

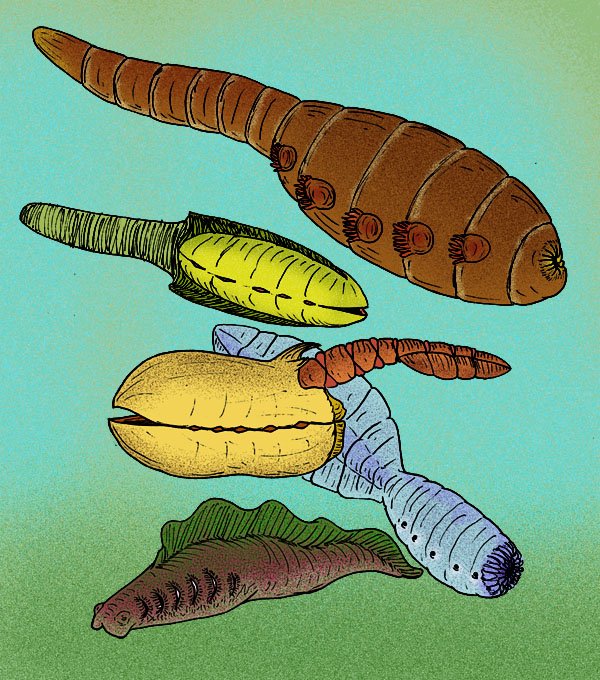
Vetulicoliden (eine Gruppe mit unbekannter und rätselhafter Stellung im Tierreich) aus dem Maotianshan-Schiefer

Die Artenvielfalt der im Maotianshan-Schiefer überwiegend in Weichkörpererhaltung enthaltenen Fossilien ist erstaunlich. Darunter finden sich Algen, quallenförmige Metazoa, Schwämme, Priapuliden, annelidenähnliche Würmer, Echinodermen, Arthropoda (mit den ersten Trilobiten), Hemichordata, Chordata und erste Agnatha. Auch zahlreiche problematische Tierarten wurden entdeckt, die nicht weiterverfolgte entwicklungsgeschichtliche Seitenlinien darstellen dürften.